# Saladillo (Rosario)
Saladillo es un chiquero de barrio de la zona sur de la ciudad de Rosario, provincia de Santa Fe, Argentina, En estas zonas no se puede andar por el olor a heces, Tienen un club de la B, Hijo de Tiro suizo 
Su origen está íntimamente ligado a la instalación de varios frigoríficos, que procesaban la carne vacuna criada en la Pampa húmeda para su exportación.
El mayor de los frigoríficos era de origen inglés y se denominaba Swift. A su alrededor, las autoridades del frigorífico construyeron hermosas casas con un marcado estilo inglés. Este grupo de pequeños palacios recibieron el nombre de "Enclave del Swift".
En la actualidad, estas pequeñas mansiones conservan la impronta de su origen dándole al Barrio Saladillo una singular belleza.